# Tarzan's Peril
Tarzan's Peril é um filme norte-americano de 1951, do gênero aventura, dirigido por Byron Haskin e estrelado por Lex Barker e Virginia Huston.

## A produção
Para dar maior autenticidade às aventuras do herói, o produtor Sol Lesser decidiu que, pela primeira vez, um filme de Tarzan seria realmente rodado na África e em cores. Infelizmente, a falta de planejamento] fez com que tudo desse errado. A equipe aportou no continente em julho, isto é, em pleno inverno. Com isso, o Monte Quênia, ao sopé do qual seriam feitas as filmagens, estava sempre coberto por neblina, o que resultou na perda do bronzeado de Lex Barker. Os chimpanzés recusaram-se a cooperar. Os nativos caíram na gargalhada quando viram Baker com a tanga usada pelo rei das selvas, o que foi desmoralizante, segundo o ator.
O constante mau tempo arruinou metade do que foi filmado (em cores) e toda a produção retornou aos EUA em agosto. O diretor Phil Brandon demitiu-se e para seu lugar Lesser chamou Byron Haskin. Haskin dispôs-se a colocar a película nos trilhos e, para isso, pediu aos roteiristas que retirassem toda a gordura da história. Essa medida impactou positivamente no resultado final.
Lançado em preto e branco em março de 1951, o filme mostrou uma Jane que, singularmente, usava brancas peles de animais. Por sua vez, Dorothy Dandridge recebeu elogios pela sua atuação como uma rainha nativa.
Algumas cenas em cores, sobreviventes do fiasco africano, foram usadas em outros filmes de Tarzan a partir de 1957.

## Sinopse
Três condenados fugitivos fornecem armas à beligerante tribo dos Yorangas para que eles ataquem os pacíficos Ashubas. O propósito é atrair Tarzan, responsável pela prisão de um deles, Radijeck. O Homem Macaco não deixa por menos e intercede pela rainha Melmendi e seus súditos. Depois, retorna a tempo de salvar Jane das garras dos bandidos.

## Recepção crítica
Apesar de todos os problemas registrados durante a produção, a crítica reagiu de forma positiva. Segundo a Variety, Tarzan em Perigo é "excitante e cheio de suspense... uma edição hábil e cenários apropriados passam a impressão de que o filme foi inteiramente rodado na África."
A crítica recente também elogia a fauna, a flora e os povos focalizados, bem como o elenco de apoio. Para Leonard Maltin, o filme é "um exemplar bastante respeitável" da série. Já o site AllMovie ressalta que Tarzan em Perigo mais parece um seriado que um longa metragem, "mas com certeza faz jus ao título".

## Elenco
| Ator/Atriz        | Personagem        |
| ----------------- | ----------------- |
| Lex Barker        | Tarzan            |
| Virginia Huston   | Jane              |
| George Macready   | Radijeck          |
| Douglas Fowley    | Herbert Trask     |
| Glenn Anders      | Andrews           |
| Alan Napier       | Comissário Peters |
| Edward Ashley     | Conners           |
| Dorothy Dandridge | Melmendi          |
| Walter Kingsford  | Barney            |
| Frederick O'Neal  | Rei Bulam         |